# Varsågoda och tack
Varsågoda och tack från 2013 är ett studioalbum av Nina Ramsby Ludvig Berghe Trio.

## Låtlista
Musiken är skriven av Ludvig Berghe och Nina Ramsby om inget annat anges. Alla texter är skrivna av Nina Ramsby.
1. Här i ljuset – 7:58
2. Som en vän – 5:06
3. Tänker att jag säger dig – 4:31
4. Upp till den höjd – 5:41
5. Min ros – 6:44
6. Du biter ihop (Ludvig Berghe/Nina Ramsby/Daniel Fredriksson) – 4:46
7. Det jag vet – 5:33
8. Vi samlas kring hopp – 5:07

## Medverkande
- Nina Ramsby – sång, gitarr, klarinett
- Ludvig Berghe – piano
- Kenji Rabson – bas
- Daniel Fredriksson – trummor
- Melo – sång (spår 7)

## Mottagande
Skivan fick ett gott mottagande när den kom ut med ett genomsnitt på 4,0/5 baserat på nio recensioner.